# Schatz der Sachsen
Als Schatz der Sachsen (auch Schatz der Wettiner) wird der im Oktober 1996 von Hanno Vollsack und Claudia Marschner hinter Schloss Moritzburg entdeckte Schatz der Wettiner bezeichnet.

## Geschichte
Zum Ende des Zweiten Weltkrieges, am 10. Februar 1945, vergruben die Söhne von Ernst Heinrich Prinz von Sachsen, Dedo und Gero, und der Revierförster 43 Kisten. Unter Folter verriet der Förster später das Versteck an die sowjetische Besatzungsmacht. Ein großer Teil wurde hierauf ausgegraben und 1947 als Beutekunst in die damalige Sowjetunion verbracht. Zumindest Teile des geraubten Familienschatzes der Wettiner sind heute in der Eremitage von St. Petersburg zu besichtigen (z. B. das Taufbecken von August dem Starken). Es wird vermutet, dass auch der Rest in den Depots von St. Petersburg lagert.

## Der Fund
Drei Kisten waren jedoch an anderer Stelle vergraben worden und sind deshalb den Rotarmisten nicht in die Hände gefallen. Sie wurden im Oktober 1996 von den Schatzgräbern Hanno Vollsack und Claudia Marschner mit einem Metallsuchgerät entdeckt. Nach zwei Tagen Zögern meldeten die beiden den Fund. Der Schatz ging schließlich an seinen rechtmäßigen Besitzer, das Haus Wettin. Die beiden Schatzgräber wurden zu einer Geldstrafe verurteilt, erhielten jedoch vom Hause Wettin einen Finderlohn. 1997 präsentierte man die Schätze in einer Ausstellung im Georgenbau des Dresdener Residenzschlosses der Öffentlichkeit. Danach wurde ein Großteil des Schatzes versteigert. Ein sehr wertvolles Stück, der sogenannte „Mohrenkopf-Pokal“ des Nürnberger Goldschmieds Christoph Jamnitzer aus dem 16. Jahrhundert, kann heute im Bayerischen Nationalmuseum in München betrachtet werden.
Der Gesamtwert des Fundes wird auf zwölf Millionen Euro geschätzt. Die wertvollsten Teile sind neben dem Mohrenkopf-Pokal eine Münzsammlung und Teile des Tafelsilbers Augusts des Starken.

## Quelle
- Georg Kretschmann, Dirk Syndram: Der Schatz der Wettiner. Der Sensationsfund in Sachsen. Seemann, Leipzig 1997, ISBN 3-363-00671-3.
- ZDF Info: Auf der Jagd nach verlorenen Schätzen Dokumentation XXL